# 塚本邦雄賞
塚本邦雄賞（つかもとくにおしょう）は、短歌を対象とした日本の文学賞の一つである。歌人・作家で前衛短歌の旗手・塚本邦雄の生誕百年を記念して創設された。第1回の発表は2020年で、2023年の第4回をもって終了。2024年創設の定家賞に引き継がれた。

## 概要
短歌研究社が主催し、塚本青史が顧問を務める。「短歌という文学の可能性を広げ、深化させ得た短歌歌集作品とその作者を顕彰する」としており、「選考会の前年4月1日から当年3月31日までに刊行された歌集」が対象となる。「第二歌集以降」という条件があり、独自の歌風と実力を有する、新鋭～中堅歌人が選出されている。

## 歴代受賞者
- 第一回（2020年）：石川美南『体内飛行』短歌研究社。ISBN 978-4-86272-640-7
  - 次席：楠誓英『禽眼圖』書肆侃侃房[2]。ISBN 978-4-86385-386-7
  - 選考委員：坂井修一、水原紫苑、穂村弘、北村薫。
- 第二回（2021年）：高木佳子『玄牝』砂子屋書房。ISBN 978-4-7904-1762-0　永井祐『広い世界と２や８や７』左右社。ISBN 978-4-86528-005-0
  - 選考委員：坂井修一、水原紫苑、穂村弘、北村薫[3]。
- 第三回（2022年）：山崎聡子『青い舌』書肆侃侃房。ISBN 978-4-86385-470-3
  - 第三回特別賞：（受賞者）島内景二・（対象作品）『〈文庫版〉塚本邦雄全歌集』（全8巻）短歌研究社。第一巻 ISBN 978-4-86272-551-6
  - 選考委員：坂井修一、水原紫苑、穂村弘、北村薫[4]。
- 第四回（2023年）：大森静佳『ヘクタール』文藝春秋。ISBN 978-4-16-391573-9
  - 選考委員：坂井修一、水原紫苑、穂村弘。